# Moorweiher im Segeberger Forst
Moorweiher im Segeberger Forst este o arie protejată (arie specială de conservare — SAC, sit de importanță comunitară — SCI) din Germania întinsă pe o suprafață de 42 ha, integral pe uscat.

## Localizare
Centrul sitului Moorweiher im Segeberger Forst este situat la coordonatele 53°56′15″N 10°08′55″E / 53.9375°N 10.1486°E.

## Înființare
Situl Moorweiher im Segeberger Forst a fost declarat sit de importanță comunitară în septembrie 2004 pentru a proteja un număr necunoscut de specii din flora spontană și fauna sălbatică aflate în arealul zonei. Situl a fost protejat și ca arie specială de conservare în ianuarie 2010.

## Biodiversitate
Situată în ecoregiunea atlantică, aria protejată conține 1 habitat natural: Lacuri și iazuri distrofice naturale.
La baza desemnării sitului se află un număr nedeclarat de specii protejate:
Pe lângă speciile protejate, pe teritoriul sitului au mai fost identificate 1 specie de amfibieni.